# Мірословешть
Мірословешть, Мірословешті (рум. Miroslovești) — село у повіті Ясси в Румунії. Входить до складу комуни Мірословешть.
Село розташоване на відстані 304 км на північ від Бухареста, 71 км на захід від Ясс.

## Населення
За даними перепису населення 2002 року у селі проживали 2063 особи.
Національний склад населення села:
| Національність | Кількість осіб | Відсоток |
| -------------- | -------------- | -------- |
| румуни         | 1869           | 90,6%    |
| цигани         | 193            | 9,4%     |

Рідною мовою назвали:
| Мова      | Кількість осіб | Відсоток |
| --------- | -------------- | -------- |
| румунська | 1883           | 91,3%    |
| циганська | 179            | 8,7%     |